# لوکاس یورگنسن
لوکاس یورگنسن (دانمارکی: Lukas Jørgensen؛ زادهٔ ۳۱ مارس ۱۹۹۹) بازیکن هندبال اهل دانمارک است.